# Dalí Atomicus
Dalí Atomicus es una fotografía surrealista del fotógrafo Philippe Halsman, tomada en 1948. En la fotografía aparecen tres gatos volando por el aire y el pintor Salvador Dalí.
Se realizaron al menos 26 tomas de la fotografía antes de que Halsman estuviera satisfecho con el resultado. El proceso tardó entre cinco y seis horas. La versión final fue publicada en la revista Life, junto con algunas tomas descartadas.
La revista Time considera a Dalí Atomicus como una de las «100 fotografías más influyentes jamás tomadas». 

## Fondo
El artista español Salvador Dalí, visto como el máximo exponente surrealista a nivel popular, conoció al fotógrafo estadounidense Philippe Halsman en la ciudad de Nueva York en 1941, cuando la agencia fotográfica Black Star le asignó a Halsman fotografiar la instalación de una de las exposiciones de Dalí en la galería Julien Levy en abril. Los dos se volvieron a encontrar en octubre, cuando Halsman fotografió el vestuario que Dalí hizo para un ballet en el Metropolitan Opera House. Una fotografía que Halsman tomó en una azotea, de la bailarina Tamara Tumánova con otro bailarín vestido con un disfraz de gallo de gran tamaño, tenía elementos de surrealismo comunes en las propias obras visuales de Dalí. La imagen se convirtió en la "Foto de la Semana" de la revista Life y consolidó la amistad entre ambos. 
Durante las décadas siguientes, los dos artistas colaboraron al menos una vez al año.  La hija de Halsman, Irene, describió la relación entre los artistas como no competitiva, ya que Dalí no estaba interesado en tomar fotografías ni Halsman en pintar.  Philippe Halsman recordó que siempre que tenía una idea loca, a menudo se la planteaba a Dalí, sabiendo que sería un sujeto dispuesto, mientras que siempre que Dalí acudía a él con una idea absurda, trataba de encontrar una forma de hacerla funcionar. 
Cuando ambos artistas se reunieron en 1948 para colaborar en Dalí Atomicus, Dalí ya había estado trabajando en la pintura Leda atómica (1949) desde 1945. La pintura jugó con el tema de la suspensión; su título hacía referencia a cómo los protones y los electrones estaban suspendidos en un átomo por su repulsión constante, un tema de interés durante la Era atómica. Inspirados por la pintura, los dos jugaron con la idea de tener cosas suspendidas en el aire para la fotografía.  Dalí sugirió originalmente hacer estallar un pato vivo con dinamita.  A Halsman no le entusiasmó tanto esa idea específica, y más tarde los dos decidieron que para la imagen aparecieran suspendidos en el aire muebles, agua, gatos y el propio Dalí. 

## Descripción
Dalí Atomicus presenta a Salvador Dalí saltando en el aire mientras tres gatos pasan volando junto a él.  Un chorro de agua procedente de un balde corre por el aire detrás de los gatos.  Detrás de Dalí hay un caballete, en el que hay una imagen que recuerda a los gatos voladores.  En el lado izquierdo del marco hay una silla y en el lado derecho hay una Leda Atómica y un taburete.  La silla, el caballete, Leda Atomica, y el taburete parecen flotar en el aire. 
Al comentar sobre la composición de la foto, la crítica de arte del The New York Times, Roberta Smith, señaló: "Por una vez, la mirada característica de sorpresa exagerada de Dalí tiene sentido". 

## Método
La escena se montó en el estudio de Halsman en la ciudad de Nueva York.  Para tomar la fotografía, Halsman utilizó una cámara réflex de doble lente 4×5 que él mismo había diseñado.   La silla de la izquierda estaba sostenida por un asistente.   [ b ] Tanto el cuadro Leda Atómica como el caballete detrás de Dalí estaban suspendidos mediante cables.   El taburete estaba sostenido por un soporte. 
Se utilizaron gatos y cubos de agua reales.  Halsman también tenía asistentes que lo ayudaban a lanzar los gatos y el agua.    [ c ] Para coordinar a los asistentes, Halsman contaba hasta cuatro.  En tres, los asistentes lanzaban los gatos y el agua.  En cuatro, Dalí saltaba. 
La coordinación y el ritmo fueron difíciles de conseguir.  Por ejemplo, una toma se arruinó porque Dalí saltó demasiado tarde, otra porque la silla obstruyó la cara de Dalí y una tercera porque alguien más entró accidentalmente en el encuadre.  Se realizaron al menos 26 tomas antes de que Halsman estuviera satisfecho con la fotografía final.   [ a ] Después de cada toma, Halsman entraba al cuarto oscuro para revelar e imprimir la película, mientras los asistentes recogían y secaban a los gatos.   Todo el proceso duró entre cinco y seis horas. 
Cuando se tomaron las fotografías, el caballete detrás de Dalí contenía únicamente un marco vacío.  Una vez elegida la fotografía final, Dalí pintó, directamente sobre la impresión, para producir la imagen mostrada. 
La versión final fue publicada en Life en 1948, junto con algunas de las versiones descartadas. 

## Legado
La fotografía inspiró a Halsman a pedir a los sujetos de sus fotografías posteriores que saltaran para él.  Entre los sujetos voluntarios se encontraban Audrey Hepburn, Ed Sullivan, Grace Kelly, Harold Lloyd, J. Robert Oppenheimer, Jack Dempsey, Marilyn Monroe, Richard Nixon y el duque y la duquesa de Windsor.  Halsman llamó a esta práctica "jumpology" y explicó cómo le permitió capturar mejor el verdadero carácter de sus sujetos fotográficos: "Cuando le pides a una persona que salte, su atención se dirige principalmente al acto de saltar, y la máscara cae, de modo que aparece la persona real". 
En 2016, la revista Time nombró a Dalí Atomicus como una de las «100 fotografías más influyentes jamás tomadas».  Time le atribuye a Halsman el mérito de transformar el retrato fotográfico, ya que antes de Halsman, generalmente había una cierta distancia entre el sujeto y el fotógrafo.  The New York Times calificó la imagen como "probablemente la obra individual más memorable de Halsman". 

## Las fotos
|                     |
| La foto sin retocar |

|                  |
| La versión final |